# Länsstyrelsen i Gotlands län
Länsstyrelsen i Gotlands län är en statlig myndighet med kansli i Visby. Länsstyrelsen ansvarar för den statliga förvaltningen i länet, och har flera olika mål gällande regional utveckling.
Länsstyrelsens chef är landshövdingen, som utses av Sveriges regering.